# 秦皇岛工业职业技术学院
秦皇岛工业职业技术学院是一所中华人民共和国国有公办全日制普通高等职业院校。位于河北省秦皇岛市海港区。

## 沿革
学院始建于1958年，1996年成为河北省重点技工学校、1998年成为中国国家重点技工学校。
1999年被批准为秦皇岛市高级技工学校，2003年被批准为秦皇岛技师学院。
2023年，改建为秦皇岛工业职业技术学院。

## 院系设置
- 机械工程系
- 电气工程系
- 汽车工程系
- 信息工程系
- 商贸服务系
- 公共基础部
- 马克思主义学院
- 体育部[3]

## 专业设置
学院开设新能源汽车技术、数控技术、工业过程自动化技术、机械装备制造技术、汽车电子技术、智能机电技术、移动应用开发、会计信息管理、中西面点工艺、西式烹饪工艺、广播影视节目制作等11个专业。